# بوستا
بوستا (به سوئدی: Båstad) یک منطقهٔ مسکونی در سوئد است که در بخش بوستا واقع شده‌است. بوستا ۶٫۲۷ کیلومتر مربع مساحت و ۴٬۹۶۱ نفر جمعیت دارد.